# روني مارا
روني مارا فينيكس (بالإنجليزية: Patricia Rooney Mara)، وُلدت باسم باتريشيا روني مارا في 17 أبريل 1985، هي ممثلة أمريكية، تلقت خلال مسيرتها المهنية ترشيحات لاثنتين من جوائز الأوسكار، وجائزتين من غولدن غلوب، وجائزة الأكاديمية البريطانية للأفلام.
تنتمي مارا إلى عائلتين رياضيتين مرموقتين في الولايات المتحدة: عائلة روني المالكة لنادي بيتسبرغ ستيلرز في دوري كرة القدم الأمريكية، وعائلة مارا المالكة لنادي نيويورك جاينتس. بدأت مسيرتها الفنية من خلال أدوار في التلفزيون وأفلام مستقلة، مثل دراما البلوغ "تانر هول" (Tanner Hall – 2009). نالت أولى درجات الشهرة من خلال دورها الداعم في فيلم "الشبكة الاجتماعية" (The Social Network – 2010) للمخرج ديفيد فينشر.
جاءت انطلاقتها الحقيقية عندما أدت دور ليسبث سالاندر في فيلم الإثارة "الفتاة ذات وشم التنين" (The Girl with the Dragon Tattoo – 2011)، من إخراج فينشر أيضًا، والذي أهلها للترشح لجائزة الأوسكار لأفضل ممثلة.
توالت أدوارها الرئيسية في أفلام متنوعة، منها فيلم الإثارة النفسية "آثار جانبية" (Side Effects – 2013)، والرومانسية العلمية "هي" (Her – 2013)، والدراما الرومانسية "كارول" (Carol – 2015)، حيث نالت جائزة أفضل ممثلة في مهرجان كان السينمائي، وترشيحًا لجائزة الأوسكار لأفضل ممثلة مساعدة.
كما شاركت في الفيلم السِّيَري "ليون" (Lion – 2016)، والدراما الخارقة للطبيعة "قصة شبح" (A Ghost Story – 2017)، وجسدت شخصية مريم المجدلية في الفيلم الإنجيلي "مريم المجدلية" (Mary Magdalene – 2018). بعد فترة توقف قصيرة، عادت إلى الشاشة من خلال فيلم الإثارة النفسية "زقاق الكوابيس" (Nightmare Alley – 2021)، وفيلم الدراما "حديث النساء" (Women Talking – 2022).
إلى جانب التمثيل، تشتهر روني مارا بأعمالها الخيرية، حيث تشرف على مؤسسة Uweza Foundation، التي تعمل على دعم برامج تمكين الأطفال والعائلات في حي كيبيرا الفقير في نيروبي، كينيا. كما أسست مارا علامة الأزياء النباتية Hiraeth Collective، التي تركز على الملابس الخالية من المنتجات الحيوانية.